# La Verdure River
Der La Verdure River (deutsch Gemüse-Fluss) ist ein Fluss an der Westküste der Karibikinsel St. Lucia.

## Geographie
Der Fluss entspringt im Zentrum der Insel im dünnbesiedelten Zentrum des Quarters Canaries an den Hängen des Morne Parasol. Er verläuft nach Westen und mündet in der Anse La Verdure ins Karibische Meer.